# 影樓

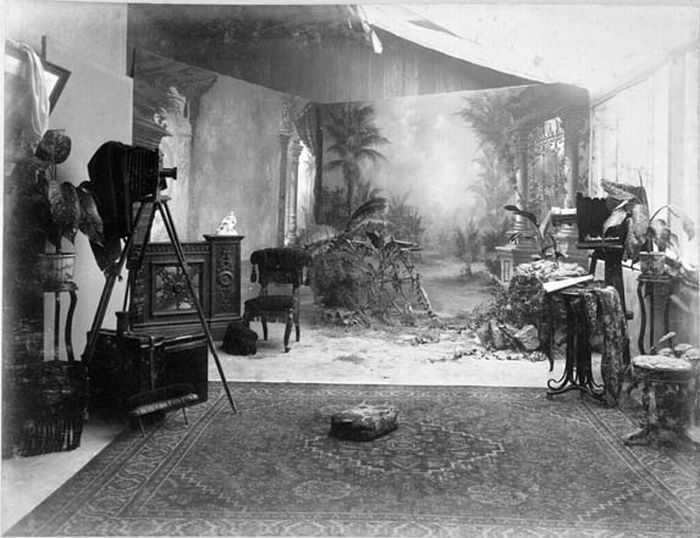
1898年照相館內部佈景

影樓又稱影棚、照相館、影相舖，是用作室內攝影藝術的地方，相對於外景拍攝。從前私人的相機昂貴、不流行的年代，很多人會去拍攝全家福或重大慶典的照片。現代的專業攝影公司的顧客對象則有大家庭的合照、模特兒造型照（藝術照）、大學生畢業相、學校、社團團體相、新人婚紗照等。照相館除了攝影，也提供沖印相片的服務。 
時至現代，私人已經可以購買數碼相機，隨身拍攝，不過影樓仍然有商業空間。影樓除了有專業的燈光及攝影設備外，還有所謂園林實景、異國情調、古代佈景等，又有專業攝影師及化妝師等工作人員服務、免費服裝任試等獨特強項等，也有要求高的消費者市場。一些人像攝影與Cosplay愛好者也常會在影棚拍攝照片。

## 影樓的產品
- 證件照（如學生照、求職照片等）
- 藝術照
- 婚紗照
- 畢業照
- 全家福
- 明星照
- 商品攝影、貨辦攝影。